# Resolució 2067 del Consell de Seguretat de les Nacions Unides
La Resolució 2067 del Consell de Seguretat de les Nacions Unides és un resolució adoptada per unanimitat el 18 de setembre de 2012. El Consell es complau amb l'elecció el 10 de setembre de 2012 del nou president de Somàlia, Xasan Sheekh Maxamuud, i el convida a nomenar un govern i un primer ministre el més aviat possible perquè la recuperació de la pau pugui començar. També l'insta a la celebració d'un plebiscit sobre la constitució i a la convocatòria d'eleccions generals.
El Consell també va expressar la seva disposició a prendre mesures contra els que obstaculitzaven la pau, l'estabilitat i la seguretat de Somàlia, mentre que AMISOM era imprescindible per la lluita contra Al-Xabab, condemnant les violacions greus i sistemàtiques dels drets humans d'aquest grup. També va instar a reformar l'exèrcit de Somàlia per tal de dotar-se d'una estructura completa i controlada pels comandaments.